# Saint-Étienne-de-Tulmont
Saint-Étienne-de-Tulmont is een gemeente in het Franse departement Tarn-et-Garonne (regio Occitanie) en telt 2556 inwoners (1999). De plaats maakt deel uit van het arrondissement Montauban.

## Geografie
De oppervlakte van Saint-Étienne-de-Tulmont bedraagt 21,0 km², de bevolkingsdichtheid is 121,7 inwoners per km².
De onderstaande kaart toont de ligging van Saint-Étienne-de-Tulmont met de belangrijkste infrastructuur en aangrenzende gemeenten.

## Demografie
Onderstaande figuur toont het verloop van het inwonertal (bron: INSEE-tellingen).